# Чахар – Правий Середній стяг
41°16′16″ пн. ш. 112°37′37″ сх. д. / 41.27115° пн. ш. 112.62692° сх. д.
Чахар – Правий Середній стяг (кит. 察哈尔右翼中旗, пін. Cháhā'ĕr Yòuyì Zhōngqí) — один із повітів КНР у складі префектури Уланчаб, Внутрішня Монголія. Адміністративний центр — містечко Хобор.

## Географія
Чахар – Правий Середній стяг лежить на висоті понад 1700 метрів над рівнем моря у межах Монгольського плато.

### Клімат
Хошун знаходиться у зоні, котра характеризується кліматом помірних степів. Найтепліший місяць — липень із середньою температурою 17,9 °C. Найхолодніший місяць — січень, із середньою температурою -15,3 °С.
| Клімат хошуну Чахар – Правий Середній стяг | Клімат хошуну Чахар – Правий Середній стяг | Клімат хошуну Чахар – Правий Середній стяг | Клімат хошуну Чахар – Правий Середній стяг | Клімат хошуну Чахар – Правий Середній стяг | Клімат хошуну Чахар – Правий Середній стяг | Клімат хошуну Чахар – Правий Середній стяг | Клімат хошуну Чахар – Правий Середній стяг | Клімат хошуну Чахар – Правий Середній стяг | Клімат хошуну Чахар – Правий Середній стяг | Клімат хошуну Чахар – Правий Середній стяг | Клімат хошуну Чахар – Правий Середній стяг | Клімат хошуну Чахар – Правий Середній стяг | Клімат хошуну Чахар – Правий Середній стяг |
| Показник                                   | Січ.                                       | Лют.                                       | Бер.                                       | Квіт.                                      | Трав.                                      | Черв.                                      | Лип.                                       | Серп.                                      | Вер.                                       | Жовт.                                      | Лист.                                      | Груд.                                      | Рік                                        |
| Середній максимум, °C                      | −8,6                                       | −4,7                                       | 1,5                                        | 10,2                                       | 17,2                                       | 21,8                                       | 23,7                                       | 21,9                                       | 16,9                                       | 9,3                                        | −0,1                                       | −6,9                                       | 8,5                                        |
| Середня температура, °C                    | −15,3                                      | −11,7                                      | −5,1                                       | 3,5                                        | 10,7                                       | 15,7                                       | 17,9                                       | 15,9                                       | 10,4                                       | 2,8                                        | −6,4                                       | −13                                        | 2,1                                        |
| Середній мінімум, °C                       | −20,3                                      | −17,4                                      | −11,1                                      | −2,9                                       | 3,6                                        | 8,9                                        | 11,7                                       | 10                                         | 4,5                                        | −2,6                                       | −11,4                                      | −17,9                                      | −3,7                                       |
| Норма опадів, мм                           | 2                                          | 3.4                                        | 8.2                                        | 16.3                                       | 30.7                                       | 51                                         | 90.6                                       | 77.4                                       | 40.7                                       | 18.4                                       | 5.2                                        | 2.9                                        | 346.8                                      |
| Вологість повітря, %                       | 66                                         | 59                                         | 51                                         | 44                                         | 43                                         | 52                                         | 64                                         | 68                                         | 62                                         | 59                                         | 61                                         | 65                                         | 57.8                                       |
| ------------------------------------------ | ------------------------------------------ | ------------------------------------------ | ------------------------------------------ | ------------------------------------------ | ------------------------------------------ | ------------------------------------------ | ------------------------------------------ | ------------------------------------------ | ------------------------------------------ | ------------------------------------------ | ------------------------------------------ | ------------------------------------------ | ------------------------------------------ |
| Джерело: data.cma.cn                       |                                            |                                            |                                            |                                            |                                            |                                            |                                            |                                            |                                            |                                            |                                            |                                            |                                            |